# Ešnunna

Eshnunna en la Mesopotamia del segundo milenio a. C..

Eshnunna (actual Tell Asmar, Gobernación de Diala) es la transliteración del antiguo nombre de una ciudad sumeria y ciudad-estado de la baja Mesopotamia. A pesar de estar situada en el valle del Diyala al noreste de la Sumeria propiamente dicha, la ciudad perteneció con seguridad al área cultural Sumeria.
Se hizo independiente bajo el rey Shu-iluya. Sus sucesores agrandaron el territorio de la ciudad, que controló las rutas comerciales entre Elam, la Alta Mesopotamia y Sumeria. Dicho control le dio acceso a muchos productos exóticos y con elevada demanda, tales como caballos del norte, cobre, estaño y otros metales y piedras preciosas. La ciudad cayó en manos de Hammurabi en 1756 a. C y fue destruida.
Los restos de la antigua ciudad se conservan bajo el montículo de Tell Asmar, excavado por un equipo del Instituto Oriental de Chicago dirigido por Henri Frankfort en los años 1930.
Su deidad principal durante el periodo amorreo fue Tishpak.

## Historia
Ocupada desde el período dinástico temprano, alrededor de 3000 a. C., Eshnunna llegó a estar bajo la esfera de la Tercera Dinastía de Ur, antes de alcanzar un corto periodo de prominencia política - después de la decadencia y caída de Ur - durante los dos primeros siglos del segundo milenio a. C., bajo el imperio acadio, proclamándose el primer rey de la ciudad un gobernador acadio llamado Ituria, que erigió un palacio y un templo a Shu-Sin. Su sucesor Shu-iluya se proclamó independiente de Acad en 2026 a. C. Los siguientes reyes tuvieron nombres elamitas, lo que sugiere que la ciudad mantuvo buenas relaciones con ellos. Después Eshnunna fue saqueada por Anum-Muttabbil de Der. La ciudad resurgió hacia 1870 a. C., probablemente debido a la decadencia de Larsa e Isin.
De 1830 a 1815 a. C. el rey Naram-Sin amplió el territorio de la ciudad hasta Babilonia, Ekallatum y Asur. En 1780 a. C. el rey asirio Shamsi-Adad I se volvió contra Eshnunna y le arrebató las ciudades vasallas de Nerebtum y Shaduppum, que reconquistó a su muerte. En 1764 a. C. el rey Silli-Sin formó una coalición con Mari contra Babilonia, pero fracasó. Tras la toma de la ciudad por parte de las tropas babilonias, sufrió una devastadora inundación. Entre 1741-1736 a. C. el gobernador de Eshnunna, Anni, se alió con el rey de Larsa de nuevo contra Babilonia. Anni fue capturado y ejecutado por los babilonios y la propia ciudad fue arrasada y destruida por Hammurabi, gobernante de Babilonia durante el Imperio Babilonio Antiguo (también llamado Primera Dinastía Babilonia). A partir de entonces, la ciudad desaparece de las fuentes escritas cuneiformes, reflejando su desaparición final.

## La excavación
Tell Asmar es un amplio yacimiento de más de 100 hectáreas.
Un primer complejo se encuentra al norte de la excavación, al lado de una zona escarpada que defendía la ciudad. El Palacio Norte es una residencia bastante amplia (66 x 30 m) que incluía algunas comodidades hidráulicas importantes. Justo a su lado, un templo dedicado al dios Abu. Cuenta con once estatuas de entre el periodo de Uruk reciente al periodo de Akkad, que podían estar agrupadas en tres grupos principales: cuatro de un "santuario arcaico", organizados en torno al mismo; cuatro de un "templo cuadrado" que es una construcción organizada en torno a una sala central rodeada de otras salas más reducidas; tres estatuas de un "templo único", poco conocido.
Se ha hallado en buen estado un importante distrito residencial del periodo II de las Dinastías Arcaicas. Esto ha permitido profundizar en el conocimiento urbanístico de estos periodos. Se han identificado perfectamente las calles, bocacalles, casas de tamaño variable, pero todas de forma rectangular y de una sola planta, organizadas en torno a un gran núcleo interior al que daban otras dos salas más pequeñas.
En la zona sur, se construyeron otros edificios entre la época de Ur III y la e Isin-Larsa.
Un primer grupo corresponde a un templo dedicado al rey Shu-Sin de Ur, y una gran sala de audiencia construida por el rey Naram-Sin de Eshnunna construida al principio del siglo XVIII a. C. Al sur de estos edificios se encuentra otro edificio del periodo de Ur III: un palacio construido por el rey Shu-iluya, organizado en torno a un gran núcleo central. A su lado se encuentra la sala del trono, según el modelo de los palacios de la época amorrea. Este palacio quedó inacabado.

## Reyes de Eshnunna
Algunos de los reyes de Eshnunna son los siguientes (se incluyen los más importantes):
- Ituria
- 2026 a. C. : Ilushu-ilia
- Nur-akhum
- Kirikiri
- 1980 a. C. : Bilalama
- Ur-Ninki-mara
- 1895 a. C. : Ipiq-Adad I
- Abdi-Erah
- 1860 a. C. : Ibal-pî-El I
- 1835-1795 a. C. : Ipiq-Adad II
- 1810 a. C. : Naram-Sin (no confundir con Naram-Sin de Acad)
- 1780 a. C. : Dadusha
- 1770 a. C. : Ibal-pî-El II
- 1766 a. C. : Silli-Sîn